# Congrès national du Parti communiste chinois
Le Congrès national du Parti communiste chinois (chinois simplifié : 中国共产党全国代表大会 ; pinyin : Zhōngguó gòngchǎndǎng quánguó dàibiǎo dàhuì) a lieu une fois tous les cinq ans depuis 1977 et est théoriquement la plus haute instance du Parti communiste chinois. Le premier congrès eut lieu en 1921, à Shanghai. Depuis 1969, il a toujours lieu dans le Palais de l'Assemblée du Peuple à Pékin et depuis 1987, toujours en octobre ou novembre. Depuis deux décennies, le congrès a été le cadre des changements politiques et de dirigeants et de fait est très suivi par les médias.

## Histoire
Les dirigeants au sommet du Parti communiste chinois (PCC) étaient[Quand ?] confirmés dans leurs fonctions par le Congrès national du peuple (CNP).
Le premier congrès s'est tenu à Shanghai en 1921, l'année de la création du PCC. En raison de la Seconde Guerre mondiale, le Congrès du parti en 1945 fut le septième ; le huitième ne se réunit pas avant 1956. Le CNP élit aussi les membres du Comité Central du PCC, qui constitue l'« élite » du parti.
Le sinologue  Philippe Paquet indique que les « décisions sont prises avant et ailleurs par un tout petit groupe de personnes même si des surprises sont parfois possibles, elles sont extrêmement rares ».

## 1er congrès

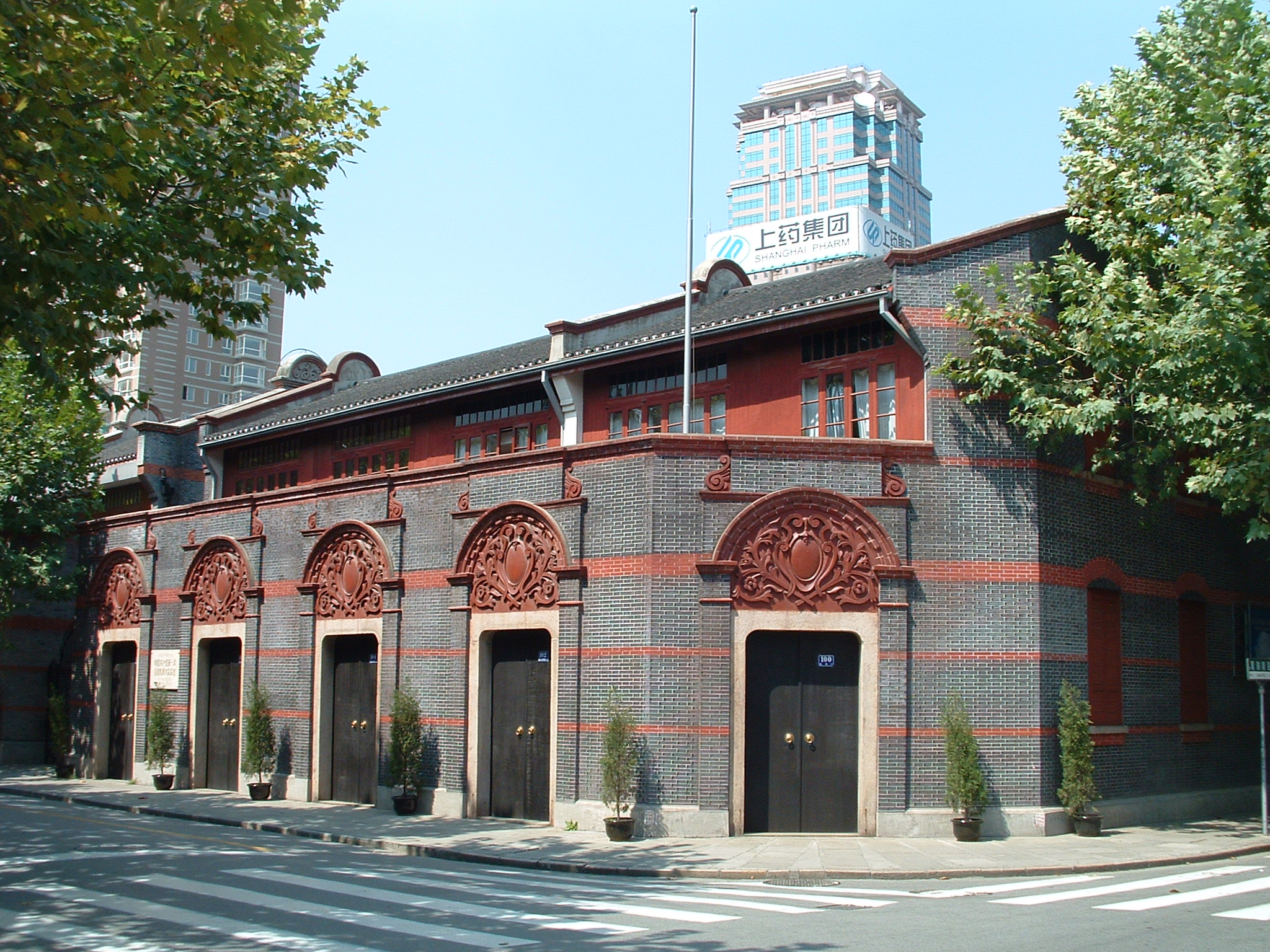
Lieu du premier congrès, à Shanghai.

## 18econgrès
Le XVIIIe congrès s'est ouvert le 8 novembre 2012. Le congrès réunit 2270 délégués « élus par les structures provinciales, municipales ou au sein des forces armées ». Ce congrès élit ensuite :
- La Commission centrale pour l'inspection de la discipline. Elle est chargée d'« enquêter sur les membres du parti suspectés de corruption ou de manquement à la discipline ».
- Le Comité central (qui compte 204 membres permanents et 167 membres suppléants), réuni ensuite en plénum au minimum une fois par an. Il débat et décide des grandes questions politiques ou de doctrine. Il élit :
  - La Commission militaire centrale (CMC). Composée de 12 membres, il assure le contrôle du Parti sur l'armée, et ce devant l'État.
  - Le Politburo. Composé de 25 membres, il se réunit régulièrement et statue sur des questions importantes.
  - Le Comité central permanent du Politburo. « Composé de 9 ou 7 membres, théoriquement élus par le Comité central, ils sont en fait choisis après tractations par les hommes forts du pays, et compose le cœur du pouvoir chinois, où les grandes décisions nationales sont prises de manières collégiales ». Il s'agit ici du 18e Politburo du parti.
  - Le Comité central désigne également le secrétariat du Comité central, lequel gère le travail du Politburo et de son comité permanent[3].